# Polymerisationsschrumpfung
Polymerisationsschrumpfung bezeichnet die Schrumpfung, die während der Abbindereaktion von Kunststoffen (z. B. Komposite in der Zahnmedizin) stattfindet. Dabei treten je nach verwendetem Material Schrumpfungen im Bereich zwischen etwa 1,5–3 %, bei so genannten fließfähigen Kunststoffen auch um 4 % des Ausgangsvolumens auf, wobei die Schrumpfung innerhalb von etwa 5 Minuten geschieht und danach das Volumen konstant bleibt.
Der Grund für diese Schrumpfung ist darin zu suchen, dass durch die starke Vernetzung der Polymere die Ketten näher zusammenrücken können und so weniger Platz beanspruchen.
Ziel ist es, den Schrumpfungsgrad so gering wie möglich zu halten; modernere Kunststoffe weisen dabei eine geringere Schrumpfungsrate auf als konventionelle Kunststoffe, wobei vor allem Materialien mit einem hohen Anteil an Füllerkomponenten die niedrigsten Werte erzielen.
Bei diesen Füllstoffen unterscheidet man zwischen:
- Makrofüllern (relativ große Korngröße)
- Mikrofüllern (relativ kleine Korngröße – gut polierbar)
- und Hybridfüllern (Füllstoff mit unterschiedlicher Korngröße – größte Packungsdichte möglich)

Das Schrumpfen wird sowohl bei der Polymerisation als auch bei der Vernetzung (Härtung) von Monomeren beobachtet. Diese Volumenschrumpfung wird durch verschiedene Faktoren verursacht. Die  Hauptursache liegt darin, dass sich die Monomere von der Van-der-Waals-Distanz zum kovalenten Abstand bewegen, wenn eine kovalente Bindung während der Polymerisation gebildet wird. Dies kann am Beispiel der Ethenpolymerisation gezeigt werden.

Abstandsänderung während der Polymerisation. Daraus resultiert die Schrumpfung. Der Abstand zwischen den Monomeren vom Van-der-Waals-Abstand (3,40 Å) variiert zum kovalenten Abstand einer Einfachbindung (1,54 Å), was zu einer Nettoänderung von −1,86 Å führt. Der Wechsel von der Doppelbindung (1,34 Å) zu einer Einfachbindung (wiederum 1,54 Å) führt zu einer leichten Ausdehnung (+0,2 Å). Beide Effekte addieren sich zu einer bemerkenswerten Schrumpfung.